# La Forêt-sur-Sèvre
La Forêt-sur-Sèvre är en kommun i departementet Deux-Sèvres i regionen Nouvelle-Aquitaine i västra Frankrike. Kommunen ligger i kantonen Cerizay som tillhör arrondissementet Bressuire. År 2022 hade La Forêt-sur-Sèvre 2 261 invånare.

## Befolkningsutveckling
Antalet invånare i kommunen La Forêt-sur-Sèvre
| Referens: INSEE |